# Liste der Biografien/Del
Liste der Biografien |
Portal Biografien |
Personensuche
# |
A |
B |
C |
D |
E |
F |
G |
H |
I |
J |
K |
L |
M |
N |
O |
P |
Q |
R |
S |
T |
U |
V |
W |
X |
Y |
Z |
?
 
Da |
Db |
Dc |
Dd |
De |
Dg |
Dh |
Di |
Dj |
Dk |
Dl |
Dm |
Dn |
Do |
Dq |
Dr |
Ds |
Du |
Dv |
Dw |
Dy |
Dz
 
De A |
De B |
De C |
De D |
De E |
De F |
De G |
De H |
De J |
De K |
De L |
De M |
De N |
De P |
De Q |
De R |
De S |
De T |
De V |
De W |
De Y |
De Z 

Dea |
Deb |
Dec |
Ded |
Dee |
Def |
Deg |
Deh |
Dei |
Dej |
Dek |
Del |
Dem |
Den |
Deo |
Dep |
Deq |
Der |
Des |
Det |
Deu |
Dev |
Dew |
Dex |
Dey |
Dez
 
Dela |
Delb |
Delc |
Deld |
Dele |
Delf |
Delg |
Delh |
Deli |
Delj |
Delk |
Dell |
Delm |
Deln |
Delo |
Delp |
Delr |
Dels |
Delt |
Delu |
Delv |
Delw |
Dely |
Delz
Die Liste der Biografien führt alle Personen auf, die in der deutschsprachigen Wikipedia einen Artikel haben. Dieses ist eine Teilliste mit 142 Einträgen von Personen, deren Namen mit den Buchstaben „Del“ beginnt.

## Del
- Del Amo, Jean-Baptiste (* 1981), französischer Schriftsteller
- Del Amor, Carlos (* 1974), spanischer Journalist
- Del Ángel Malibrán, Felipe (* 1968), mexikanischer Fußballspieler, -trainer und -funktionär

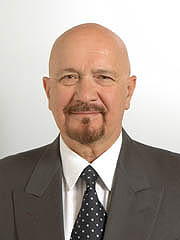
Mauro Del Vecchio (1946–2025)

- Del Arco, Jonathan (* 1966), US-amerikanischer Schauspieler und LGBT-Aktivist mit uruguayischen WurzelnJonathan Del Arco (* 1966)

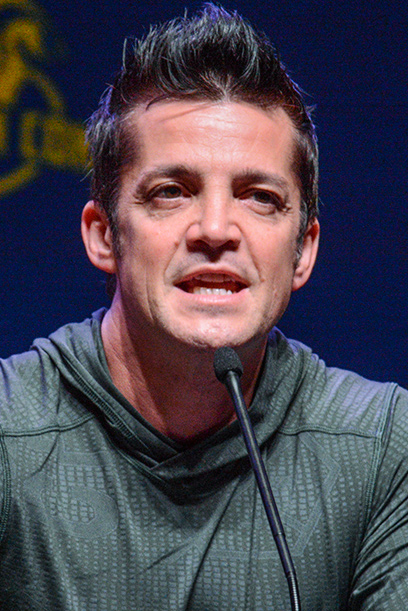
Jonathan Del Arco (* 1966)

- del Arco, Juan (* 1991), spanischer Handballspieler
- Del Balle, Isaías (* 1996), uruguayischer Fußballspieler
- Del Balzo, Francesco II. (* 1410), Herzog von Andria, Graf von Bisceglie, Copertino, Montescaglioso, Tricase
- Del Balzo, Pirro, Fürst von Altamura, Herzog von Andria und Venosa
- Del Balzo, Raimondo († 1375), Graf von Soleto
- Del Balzo, Raimondo (1939–1995), italienischer Drehbuchautor und Regisseur
- Del Balzo, Sveva (1305–1366), italienische Adelige
- Del Barrio, Carlos (* 1968), spanischer Rallyebeifahrer
- Del Ben, Daniele (1962–1995), italienischer Radrennfahrer
- Del Bene, Sennuccio († 1349), italienischer Dichter
- Del Bimbo, Guglielmo (1903–1973), italienischer Ruderer
- Del Bo, Dino (1916–1991), italienischer Politiker, Mitglied der Camera dei deputati
- Del Boca, Angelo (1925–2021), italienischer Journalist, Neuzeithistoriker und Schriftsteller
- del Bois, William († 1232), schottischer Geistlicher und Minister
- Del Borgo, Elliot (1938–2013), US-amerikanischer Komponist, Musikpädagoge und Trompeter
- Del Bosco, Christopher (* 1982), kanadischer Freestyle-Skisportler
- Del Bufalo de’ Cancellieri, Innocenzo († 1610), italienischer Kardinal der Römischen Kirche
- Del Bufalo della Valle, Emilia del (* 1828), deutsche Schriftstellerin
- Del Buono, Federica (* 1994), italienische Mittelstreckenläuferin
- Del Buono, Gian Pietro, italienischer Komponist
- Del Buono, Gianni (* 1943), italienischer Mittelstreckenläufer
- Del Campo, Juan (* 1994), spanischer Skirennläufer
- del Campo, Manuel (1913–1969), mexikanischer Filmeditor
- Del Campo, Samuel (1882–1960), chilenischer Diplomat
- Del Cancia, Cesare (1915–2011), italienischer Radrennfahrer
- del Carmen Alvarado, Ceylin (* 1998), niederländische Radrennfahrerin
- Del Carmen Castaños, Silvia, amerikanische Filmschaffende
- Del Carmen Giménez, Mónica, argentinische Leichtathletin, Schwimmerin und rhythmische Sportgymnastin
- del Carmen, Ronnie (* 1959), philippinischer Animator, Filmregisseur, Drehbuchautor, Illustrator und Comicautor
- Del Carretto, Francesco Saverio (1777–1861), italienischer Politiker
- Del Castillo, Romain (* 1996), französisch-spanischer Fußballspieler
- Del Cerro Grande, Carlos (* 1976), spanischer Fußballschiedsrichter
- Del Colle, Ubaldo Maria (1883–1958), italienischer Schauspieler und Filmregisseur
- Del Conte, Rosa (1907–2011), italienische Romanistin, Rumänistin und Übersetzerin
- Del Core, Heinrich (* 1961), deutscher Kabarettist und Comedy-ZauberkünstlerHeinrich Del Core (* 1961)

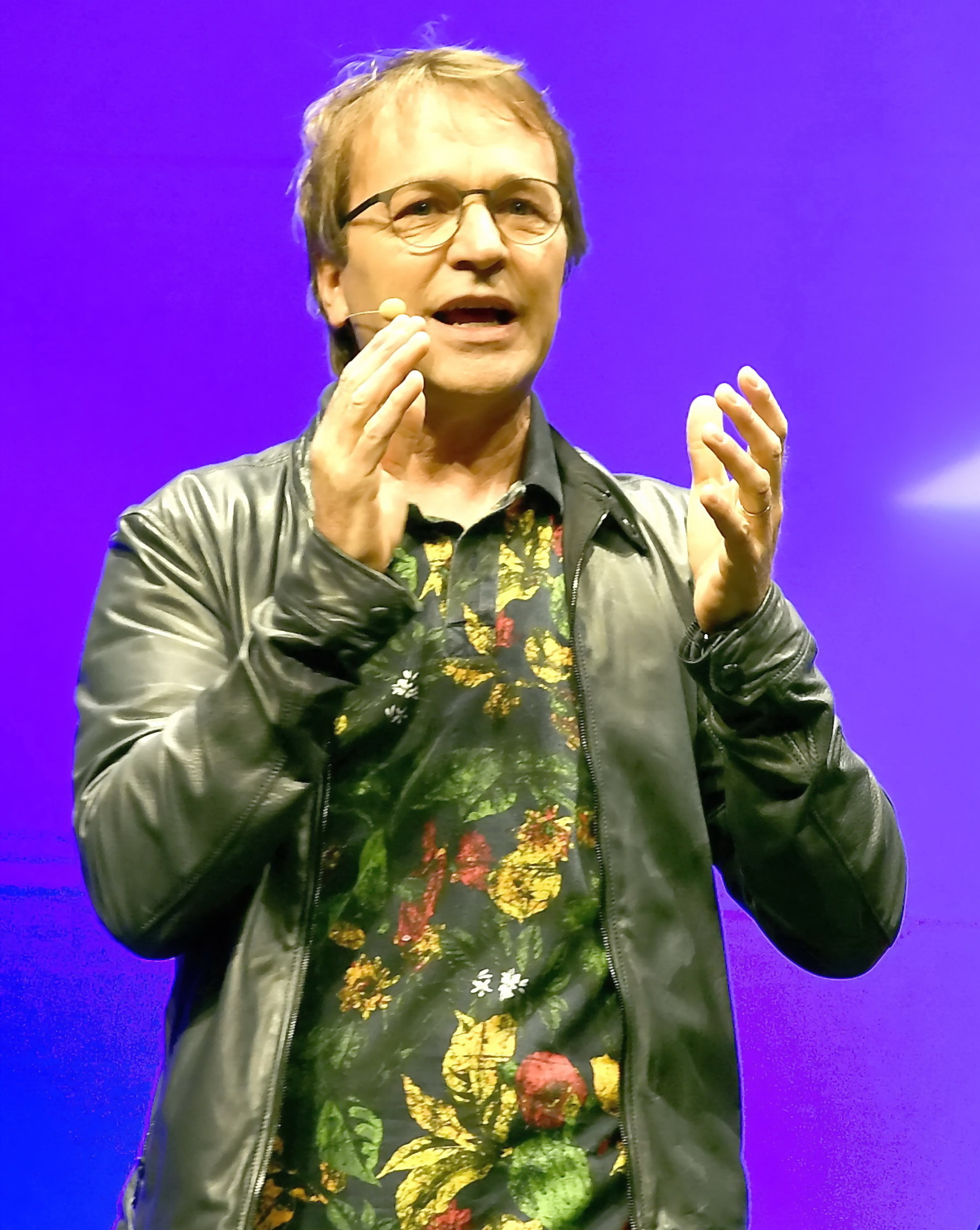
Heinrich Del Core (* 1961)

- Del Corral Morales, Victor (* 1980), spanischer Triathlet
- Del Debbio, Enrico (1881–1973), italienischer Architekt
- Del Drago, Luigi (1776–1845), italienischer Geistlicher und Kurienkardinal
- Del Drago, Mario (1899–1981), italienischer Adliger
- Del Duca, Marcello (* 1950), italienischer Wasserballspieler
- Del Fabro, Dario (* 1995), italienischer Fußballspieler
- Del Fabro, Silio (* 1987), deutscher Koch
- Del Fantasma, El Hijo (* 1984), mexikanischer Luchador beziehungsweise Wrestler
- Del Fra, Lino (1929–1997), italienischer Dokumentarfilmer und Filmregisseur
- Del Fra, Riccardo (* 1956), italienischer Jazz-Bassist
- Del Frate, Marisa (1931–2015), italienische Sängerin und Schauspielerin
- Del Freo, Maurizio, italienischer Klassischer Philologe, Mykenologe und Epigraphiker
- Del Gallo Roccagiovine, Luigi (1922–2011), italienischer Kurienbischof der römisch-katholischen Kirche
- Del Gatto, Lew (* 1941), US-amerikanischer Jazzmusiker und Arrangeur
- Del Giglio, Franco (* 1993), argentinischer Fußballspieler
- Del Giudice, Daniele (1949–2021), italienischer Autor
- Del Giudice, Francesco (1647–1725), italienischer Geistlicher, spanischer Politiker und Kardinal
- Del Giudice, Niccolò (1660–1743), italienischer Kardinal
- del Gobbo, Luca (* 1964), italienischer Politiker
- Del Grande, Gabriele (* 1982), italienischer Journalist, Blogger, Schriftsteller und Menschenrechtler
- Del Grosso, Cristiano (* 1983), italienischer Fußballspieler
- Del Grosso, Francesco (1899–1938), italienischer Radrennfahrer
- Del Grosso, Remigio (1912–1984), italienischer Drehbuchautor und Dokumentarfilmer
- Del Grosso, Tibor (* 2003), niederländischer Radrennfahrer
- Del Guercio, Emilio (* 1950), argentinischer Rockgitarrist und -bassist
- Del Litto, Victor (1911–2004), französischer Romanist und Literaturwissenschaftler italienischer Herkunft
- Del Lungo, Isidoro (1841–1927), italienischer Literaturhistoriker und Literaturkritiker
- Del Lungo, Marco (* 1990), italienischer Wasserballspieler
- Del Mar, Alessandro, Regisseur von Pornofilmen
- Del Mar, Jonathan (* 1951), englischer Dirigent und Musikwissenschaftler
- Del Mar, Norman (1919–1994), britischer Dirigent und Musikschriftsteller
- Del Mar, Roland H. (1908–1982), US-amerikanischer Offizier, Generalmajor der US-Army
- Del Molino, Sergio (* 1979), spanischer Schriftsteller und Journalist
- Del Monaco, Giancarlo (* 1943), italienischer Regisseur und Theaterleiter
- Del Monaco, Mario (1915–1982), italienischer Opernsänger (Tenor)Mario Del Monaco (1915–1982)

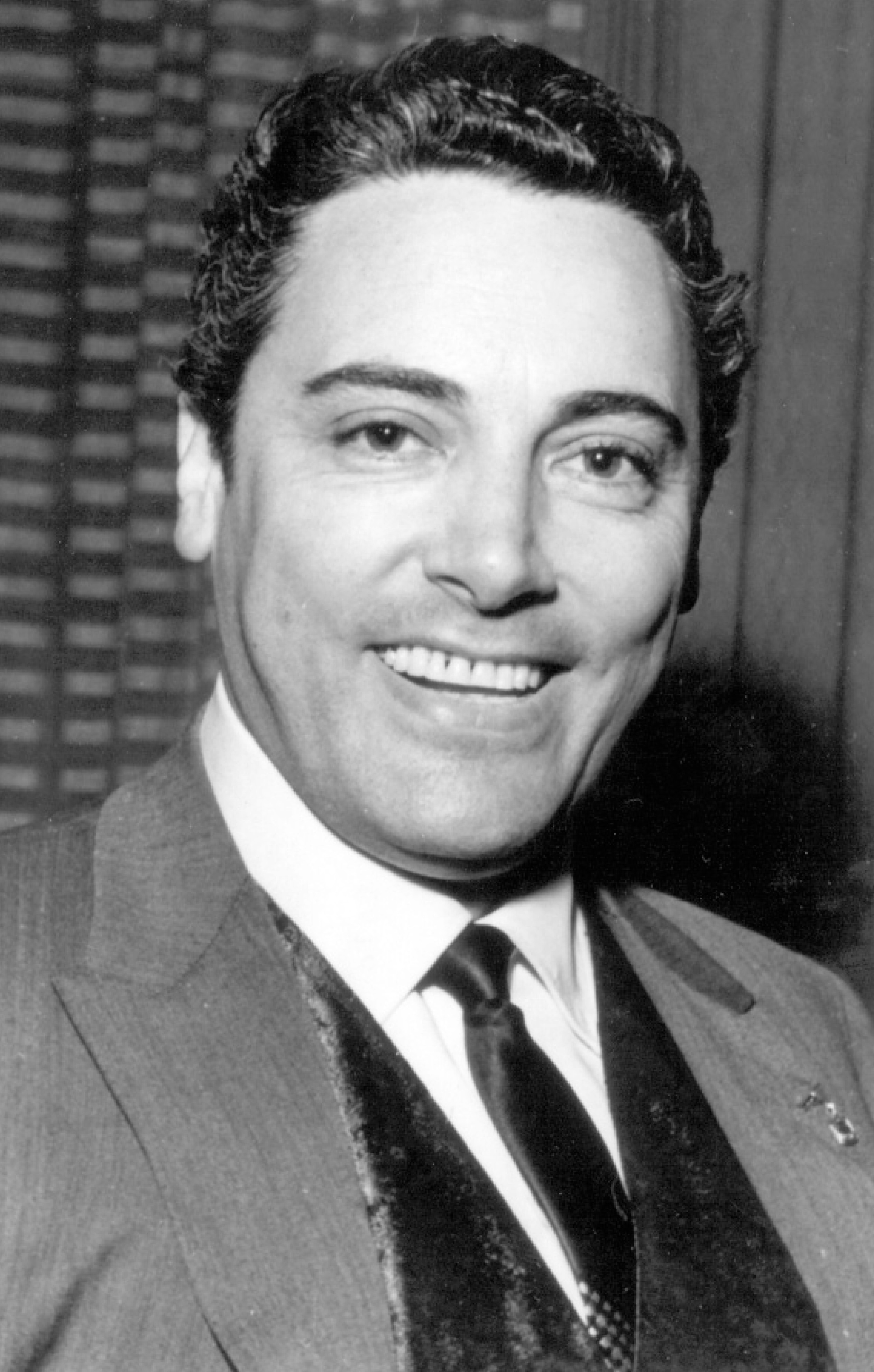
Mario Del Monaco (1915–1982)

- Del Monego, Markus (* 1966), deutscher Sommelierweltmeister und Master of Wine
- Del Monte, Daniel (* 1975), deutsch-kanadischer Eishockeyspieler
- Del Monte, Félix María (1819–1899), dominikanischer Rechtsanwalt, Journalist und Lyriker
- Del Monte, Peter (1943–2021), italienischer Filmregisseur und Drehbuchautor
- Del Moro, Giulio Angolo (* 1555), venezianischer Maler, Bildhauer und Architekt
- Del Mundo, Fe (1911–2011), philippinische Kinderärztin
- Del Naja, Robert (* 1965), britischer Künstler und Musiker
- Del Negro, Joseph Nicholas Anton (1929–2015), US-amerikanischer Schauspieler und Maler
- Del Negro, Matthew (* 1972), US-amerikanischer Schauspieler
- Del Negro, Vinny (* 1966), US-amerikanischer Basketballspieler
- Del Nero, Simone (* 1981), italienischer Fußballspieler
- Del Pero, Bartholomäus (1850–1933), österreichischer Dichter
- Del Pezzo, Pasquale (1859–1936), italienischer Mathematiker
- Del Picchia, Robert (* 1942), französischer Journalist und Politiker (Les Républicains)
- Del Piero, Alessandro (* 1974), italienischer FußballspielerAlessandro Del Piero (* 1974)

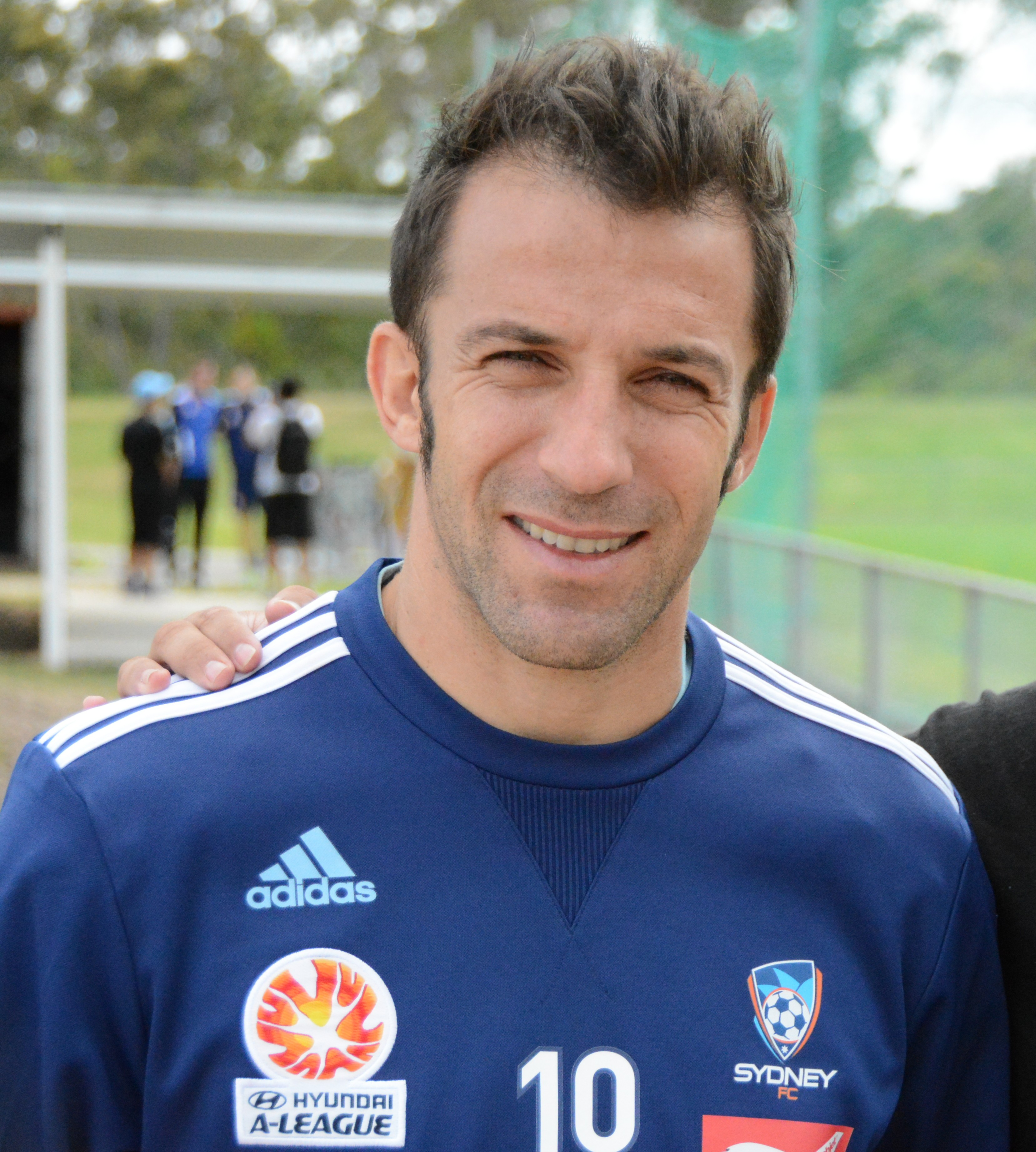
Alessandro Del Piero (* 1974)

- Del Pierre, Francine (1917–1968), französische Keramikkünstlerin
- Del Pilar, Sandra (* 1973), mexikanisch-deutsche Künstlerin und Kunsttheoretikerin
- del Pino, Eugenia (* 1945), ecuadorianische Biologin und Hochschullehrerin
- Del Pò, Giacomo (1654–1726), italienischer Maler
- Del Poggio, Carla (1925–2010), italienische Schauspielerin
- Del Ponte, Carla (* 1947), Schweizer Juristin und Botschafterin
- del Potro, Juan Martín (* 1988), argentinischer Tennisspieler
- Del Prete, Duilio (1938–1998), italienischer Schauspieler
- Del Prete, Miki (* 1935), italienischer Liedtexter und Musikproduzent
- Del Priore, Fabian (* 1978), deutscher Komponist, Arrangeur und Sound Designer
- del Puerto Astiz, Maria Arantza (* 1971), spanische Fußballspielerin
- Del Punta, Claudio (* 1959), italienischer Filmregisseur und Drehbuchautor
- Del Re, Emanuela (* 1963), italienische Soziologin, Politikerin und Diplomatin
- Del Rey, Jason, US-amerikanischer Journalist
- Del Rey, Lana (* 1985), US-amerikanische SängerinLana Del Rey (* 1985)

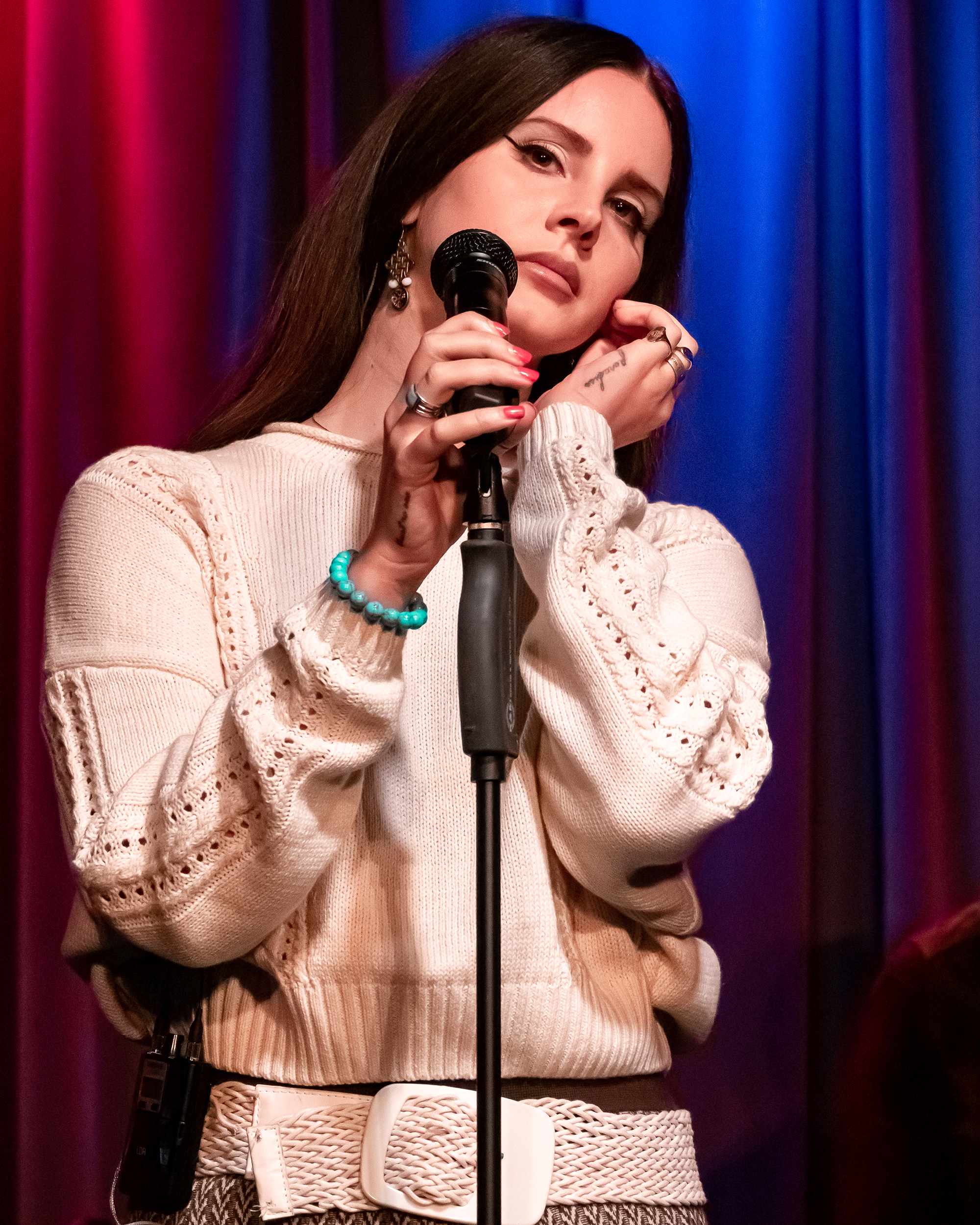
Lana Del Rey (* 1985)

- del Rey, Lester (1915–1993), US-amerikanischer Schriftsteller
- Del Rio, Bianca (* 1975), US-amerikanische Dragqueen
- del Río, Carlos, chilenischer Fußballspieler
- Del Rio, David (* 1987), US-amerikanischer Schauspieler
- del Rio, Gina (* 2004), andorranische Skilangläuferin
- Del Rio, Jack (* 1963), US-amerikanischer American-Football-Trainer und Spieler
- Del Rio, Olivia (* 1969), brasilianische Pornodarstellerin
- del Río, Paula (* 2000), spanische Schauspielerin
- del Río, Ramón (* 1900), argentinischer Chirurg, Politiker und Diplomat
- Del Rio, Rebekah (1967–2025), US-amerikanische SängerinRebekah Del Rio (1967–2025)

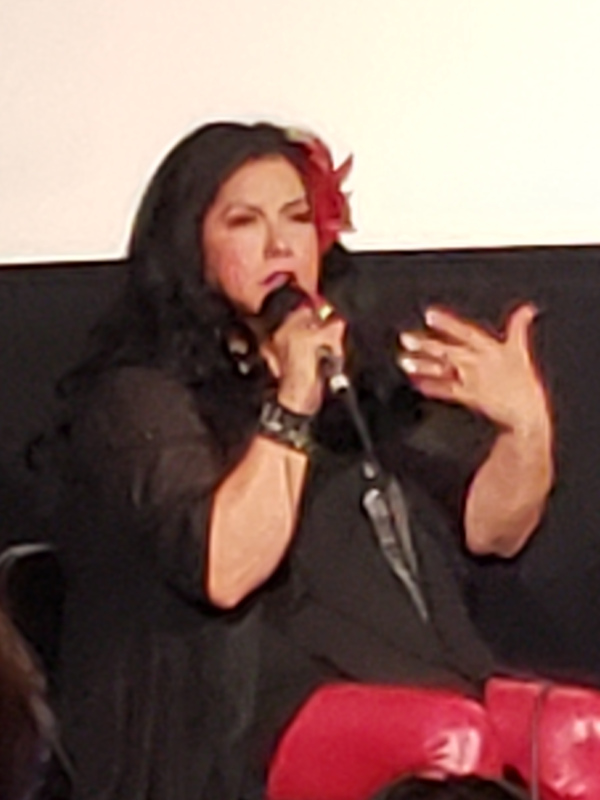
Rebekah Del Rio (1967–2025)

- del Rio, Sergio Antonio (* 1956), argentinischer Pianist und Komponist
- Del Rosario, Athena (* 1982), US-amerikanische Fußball-, Handball- und Beachhandballspielerin
- Del Ruth, Roy (1893–1961), US-amerikanischer Regisseur
- Del Santo, Lory (* 1958), italienisches Model und Schauspielerin
- Del Sesto, Christopher (1907–1973), US-amerikanischer Politiker
- Del Sierra, Liza (* 1985), französische Pornodarstellerin
- Del Signore, Vincenzo (1881–1967), italienischer Geistlicher, Bischof von Fano
- Del Tasso, Giovanni Battista (1500–1555), italienischer Bildschnitzer, Bildhauer und Architekt
- Del tha Funkee Homosapien (* 1972), US-amerikanischer Rapper
- Del Toro, Carlos (* 1961), kubanisch-amerikanischer Marineoffizier
- Del Toro, Danilo (* 1997), italienischer Fußballspieler
- Del Toro, Isaac (* 2003), mexikanischer Radrennfahrer
- Del Torre, Giulio (1856–1932), italienischer Maler
- Del Tredici, David (1937–2023), US-amerikanischer Komponist
- Del Turco, Ottaviano (1944–2024), italienischer Politiker, Mitglied der Camera dei deputati, MdEP
- Del Valle, Lázaro Díaz († 1669), spanischer Chronist, Genealoge und Historiker
- Del Valle, Lou (* 1968), US-amerikanischer ehemaliger Boxer und Weltmeister des Verbandes WBA im Halbschwergewicht
- Del Valle, Mari Ángeles (* 1993), spanisch-deutsche Saxophonistin
- Del Valle, Yonathan (* 1990), venezolanischer Fußballspieler
- Del Valle-Lattanzio, Alejandro (* 1986), kolumbianisch-italienisch-österreichischer Komponist
- Del Vecchio, Giorgio (1878–1970), italienischer Rechtswissenschaftler, Rechtsphilosoph und Hochschullehrer
- Del Vecchio, Leonardo (1935–2022), italienischer Unternehmer und Designer
- Del Vecchio, Mauro (1946–2025), italienischer Generalleutnant und PolitikerMauro Del Vecchio (1946–2025)
- Del Vecho, Peter (* 1966), US-amerikanischer Filmproduzent, Produktionsmanager, Synchronsprecher und Oscarpreisträger
- Del Vita, Alessandro (1885–1961), italienischer Kunstkritiker, Kunsthistoriker und Museumsdirektor
- Del Zotto, Michael (* 1990), kanadischer Eishockeyspieler
- Del-Negro, Walter (1898–1984), österreichischer Philosoph und Geologe
- Del-Prete, Sandro (* 1937), Schweizer Maler